# Astro Invader
Astro Invader, in Giappone conosciuto come Kamikaze (カミカゼ?), è uno sparatutto a schermata fissa per arcade edito nel 1980 dalla Konami. Il titolo venne convertito solo ed esclusivamente per la console Arcadia 2001.

## Modalità di gioco
Il giocatore controlla un'astronave nella parte inferiore dello schermo. Come la maggior parte dei giochi tipo Space Invaders del periodo, essa può solo muoversi a sinistra e a destra e può sparare un proiettile alla volta. L'astronave non può sparare di nuovo finché il colpo precedente non è detonato.
Nella parte quasi centrale dello schermo vi sono diverse colonne verticali che occupano l'intera larghezza. Creature aliene simili a ragni scendono dal grande UFO situato in cima e atterrano in una delle colonne verticali. L'obiettivo del giocatore è uccidere le creature sparando proiettili. Ogni colonna può contenere al massimo quattro alieni: se nella colonna atterra un quinto alieno, il primo cade fuori dalla colonna. Gli alieni che cadono da una colonna possono ancora essere annientati. Se l'alieno raggiunge il fondo dello schermo senza essere colpito dal giocatore, esplode: l'esplosione si estende leggermente su ciascun lato dell'alieno. La collisione con un alieno in caduta o la sua esplosione distrugge la nave del giocatore, perdendo una vita. Di tanto in tanto compaiono degli UFO più piccoli i quali devono essere abbattuti per impedire loro di raggiungere il fondo. Se questo succede, viene perduta una vita.
Il campo di gioco mostra anche un contatore che inizia dal numero 200. Un livello termina quando questo contatore raggiunge lo 0. Poi inizia un livello successivo in cui la frequenza con cui gli alieni atterrano è più rapida.